# Hans Boersma
Hans Boersma (1961) è un teologo canadese.
Specializzato nella Riforma protestante, si è occupato di patristica, teologia sacramentale e del movimento francese della  Nouvelle Théologie, attivo negli anni del Concilio Vaticano II.
Dal 2003 al 2004 ricoprì l'incarico di presidente dell'Associazione Teologica Canado-Americana, un forum di accademici impegnati nel rinnovamento della teologia e dell'interpretazione biblica.

## Biografia
Hans Boersma conseguì il Bachelor of Arts in teologia all'Università di Lethbridge, il Master of divinity al Canadian Reformed Theological Seminary di Hamilton, che è il centro di formazione più importante delle Chiese riformate statunitensi e del Canada, il Master of Theology (Mth) e il Doctor of Theology (DTh) all'Università di Utrecht.
Dopo aver insegnato alla Trinity Western University di Langley dal '99 al 2005, fu nominato professore al Regent College dell'Università della Columbia Britannica, nella cattedra intitolata in onore di James Innell Packer. Collaborò con tale istituzione fino al 2018, quando fu nominato professore di teologia ascetica al seminario anglicano di tradizione anglo-cattolica di Nashotah, nello stato del Wisconsin.

## Lettura di san Tommaso
Nel 2017, Boersma prese parte a una diatriba teologia circa il ruolo salvifico del Corpo di Cristo negli scritti di san Tommaso d'Aquino. Boersma sottolineò che negli scritti del teologo Jonathan Edwards Cristo è chiamato grande medium (grand medum), in riferimento al suo ruolo unico ed esclusivo di mediatore fra i santi e Dio, e di condizione necessaria e sufficiente della loro visione della verità. Tale fatto escluderebbe la possibilità che la comunione dei santi in Paradiso possa avere una visione di Dio immediata, che non coinvolga il Figlio Unigenito Gesù Cristo.
Boersma affermò che, negli scritti dell'Aquinate, Cristo risulta l'unica via per conseguire il fine ultimo della vita umana, che è la visione della verità e la contemplazione di Dio. Se Cristo è ritenuto come l'unica possibile causa efficiente in ordine al fine ultimo della vita ultraterrena perseguito durante quella terrena e mortale, il Dottore Comune mai avrebbe affermato che Egli sia necessario anche in Paradiso alle anime già salvate né al tempo della Resurrezione della carne.

In accordo col frate francescano Simon Francis Gaine, Boersma ritiene che la tesi del nesso causale fra il Corpo di Cristo assiso nel trono celeste e la visione da parte dei santi in Paradiso sia compatibile e consono col pensiero tomistico di san Tommaso. Tuttavia, in senso contrario, asserisce che Tommaso non affermò mai questa tesi, come è confermato dall'assenza di un qualsiasi riferimento testuale esplicito.
In altre parole, Tommaso avrebbe ammesso che le anime e gli angeli possono vedere Dio e la verità ignorando il Corpo di Cristo risorto con le sue cinque Sante Piaghe. Gesù sarebbe necessario per la salvezza durante la vita terrena, ma non avrebbe più alcun ruolo e privilegio di adorazione da parte dei santi, una volta conseguita la beatitudine del Paradiso dopo la morte della carne e la separazione dell'anima dal corpo.